# Calliotropis ostrideslithos
Calliotropis ostrideslithos là một loài ốc biển, là động vật thân mềm chân bụng sống ở biển thuộc họ Calliotropidae.

## Phân bố
C. ostrideslithos can be được tìm thấy ở the waters surrounding Fiji.